# Єлгава
Є́лгава (латис. Jelgava) — місто в Латвії. Розташоване в центральній частині країни, на річці Лієлупе. За чисельністю населення це 4-й за величиною населений пункт Латвії. 
Засноване 1226 року німецькими хрестоносцями як база для підкорення латиських племен. Одне з найстаріших міст країни. У середньовіччі було одним з осередків Лівонського ордену. У 1561—1795 роках — столиця Герцогства Курляндії і Семигалії. Після 1795 року перебувало у складі Росії. З 1918 року увійшло до складу незалежної Латвії.

## Назва
- Єлгава (латис. Jelgava;  вимова)
- Мітау, Мітава (нім. Mitau; пол. Mitawa) — до 1918 року.
- Мінтауя (лит. Mintauja)

## Географія
Розташоване в центральній частині країни, на річці Лієлупе.

## Клімат
| Кліматограма Єлгави | Кліматограма Єлгави | Кліматограма Єлгави | Кліматограма Єлгави | Кліматограма Єлгави | Кліматограма Єлгави | Кліматограма Єлгави | Кліматограма Єлгави | Кліматограма Єлгави | Кліматограма Єлгави | Кліматограма Єлгави | Кліматограма Єлгави |
| --- | ------------------- | ------------------- | ------------------- | ------------------- | ------------------- | ------------------- | ------------------- | ------------------- | ------------------- | ------------------- | ------------------- |
| С | Л                   | Б                   | К                   | Т                   | Ч                   | Л                   | С                   | В                   | Ж                   | Л                   | Г                   |
| 48 −1 −6 | 41 0 −5             | 41 4 −3             | 45 12 2             | 59 17 7             | 77 20 12            | 80 23 15            | 72 22 14            | 60 17 10            | 65 10 5             | 54 5 2              | 46 1 −2             |
| Середня макс. і мін. температури повітря (°C) Атмосферні опади (мм), за рік : 688 мм. Джерело: «Climate-Data.org»(англ.) |                     |                     |                     |                     |                     |                     |                     |                     |                     |                     |                     |

## Історія

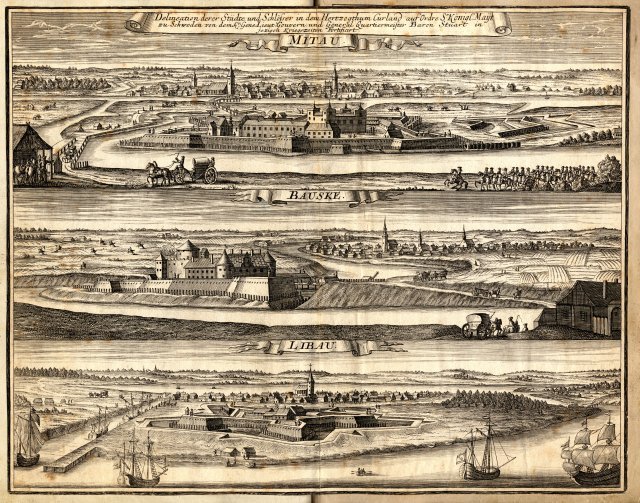
Мітавський замок

Історія Єлгави починається в XIII столітті, коли німецькі хрестоносці для підкорення племен Земгале побудували у 1226 році на острові між Лиєлупе і Дриксою свій укріплений пункт. У письмових джерелах замок вперше згадано в 1265 році, а історики вважають, що назва його — «Mittau» — сходить своїм корінням до слів «mīt, mainīt» («вимінювати, міняти»). Ліви, своєю чергою, дали поселенню назву «Jelgab», що означає низьке місце з підвищеною вологістю.
У 1561—1795 роках — у складі Герцогства Курляндії і Семигалії. Від 1596 року — столична резиденція герцога, з 1616 року — столиця. 1617 року Мітава стала центром Мітавського обер-гауптманства.
У вересні 1658 року Мітаву хитрістю захопили шведи під час Північної війни.
Після цього місто почало стрімко розвиватися. Особливо цей процес був очевидний під час правління герцога Екаба, який почав будівництво замку і укріплень, а також облаштував водопровід — канал Екаба. Завдяки великим торговим зв'язкам герцога, у місцевих жителів була унікальна можливість познайомитися культурою Західної Європи і з товарами заморських колоній — вином, кавою, картоплею. У XVIII столітті Єлгава була не тільки видатним торговим містом, але і важливим дипломатичним центром, який налагоджував контакти між Заходом і Сходом.
1795 року Мітава була приєднана до Російської імперії. Місто стало центром російського Курляндського намісництва. 1796 року намісництво перетворили на Курляндську губернію. Мітава лишалася центром губернії до 1920 року.
У ролі гостей або завойовників тут так чи інакше побувало багато відомих осіб того часу: Петро I, Людовик XVIII, Карл XII, Густав Адольф, Олександр I, Вільгельм II, Шуман, Вагнер, Рубінштейн, картяр Кавалло, граф Каліостро, Казанова та інші.
У відкритій у 1775 році Academia Petrina свого часу отримував знання колишній президент Литви Антанас Смятона. З Єлгавою і її краєм також пов'язане життя чотирьох президентів Латвійської Республіки: Яніса Чаксте, Густава Земгалса, Альберта Квіесіса і Карла Ульманіса.

## Освіта
- Academia Petrina / Мітавська гімназія (1775)

## Уродженці
- Александровський Іван Федорович (1817—1894) — російський художник, фотограф, інженер і винахідник
- Адолфс Алунанс (1848—1912) — латвійський актор, режисер, драматург.
- Бусел Яків (1912—1945) — діяч ОУН-УПА.
- Едель Едуард Фрідріхович (1874—?) — російський і український офіцер.
- Мірам Едуард Ернестович (1811—1877) — професор Київського університету.
- Тотлебен Едуард Іванович (1818—1884) — російський офіцер.
- Анна Румане-Кеніне (1877—1950) — латиська письменниця, викладач, дипломат і громадський діяч.
- Стирне Володимир Андрійович (1897—1937) — співробітник ЧК — ОДПУ — НКВС СРСР

## Світлини

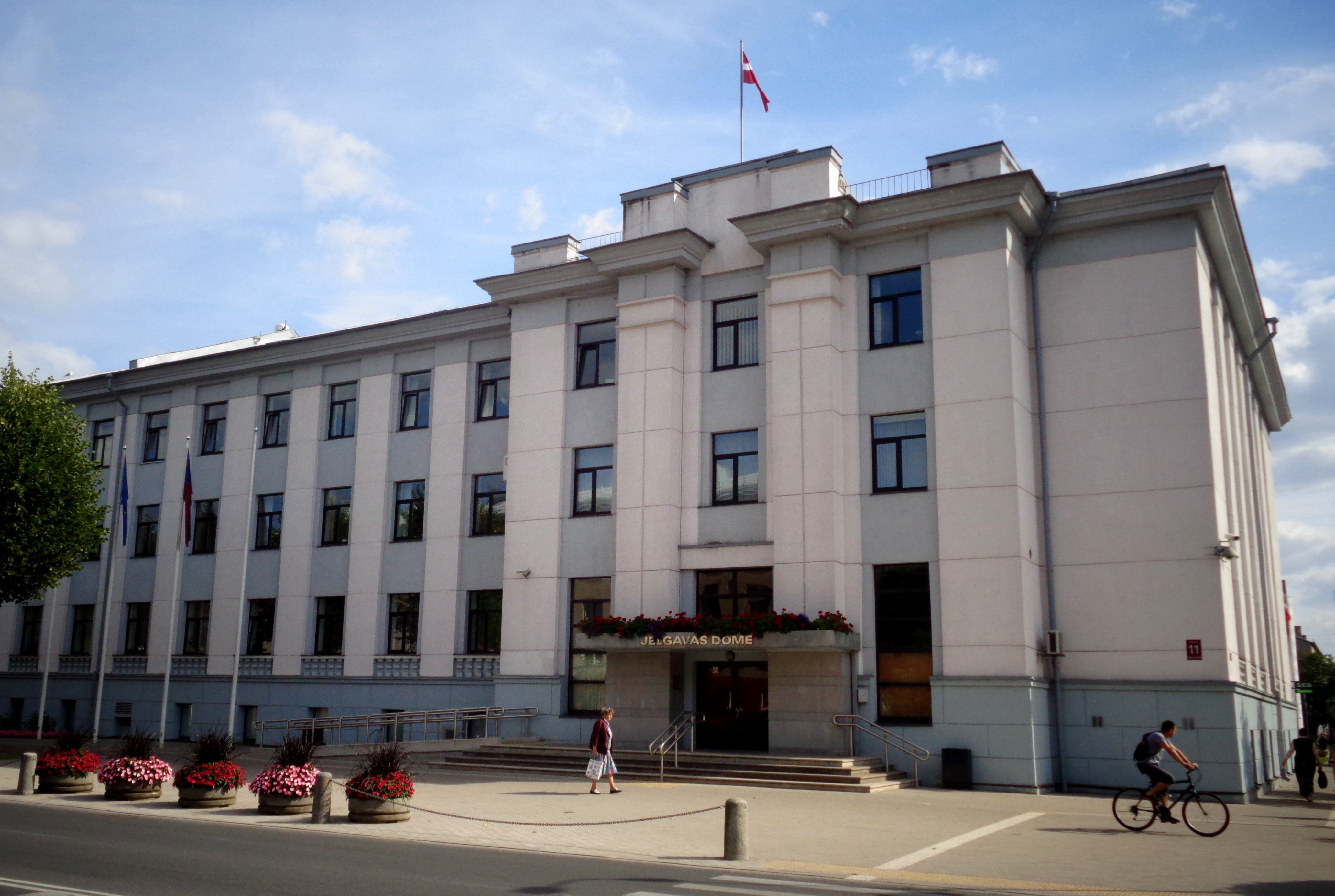
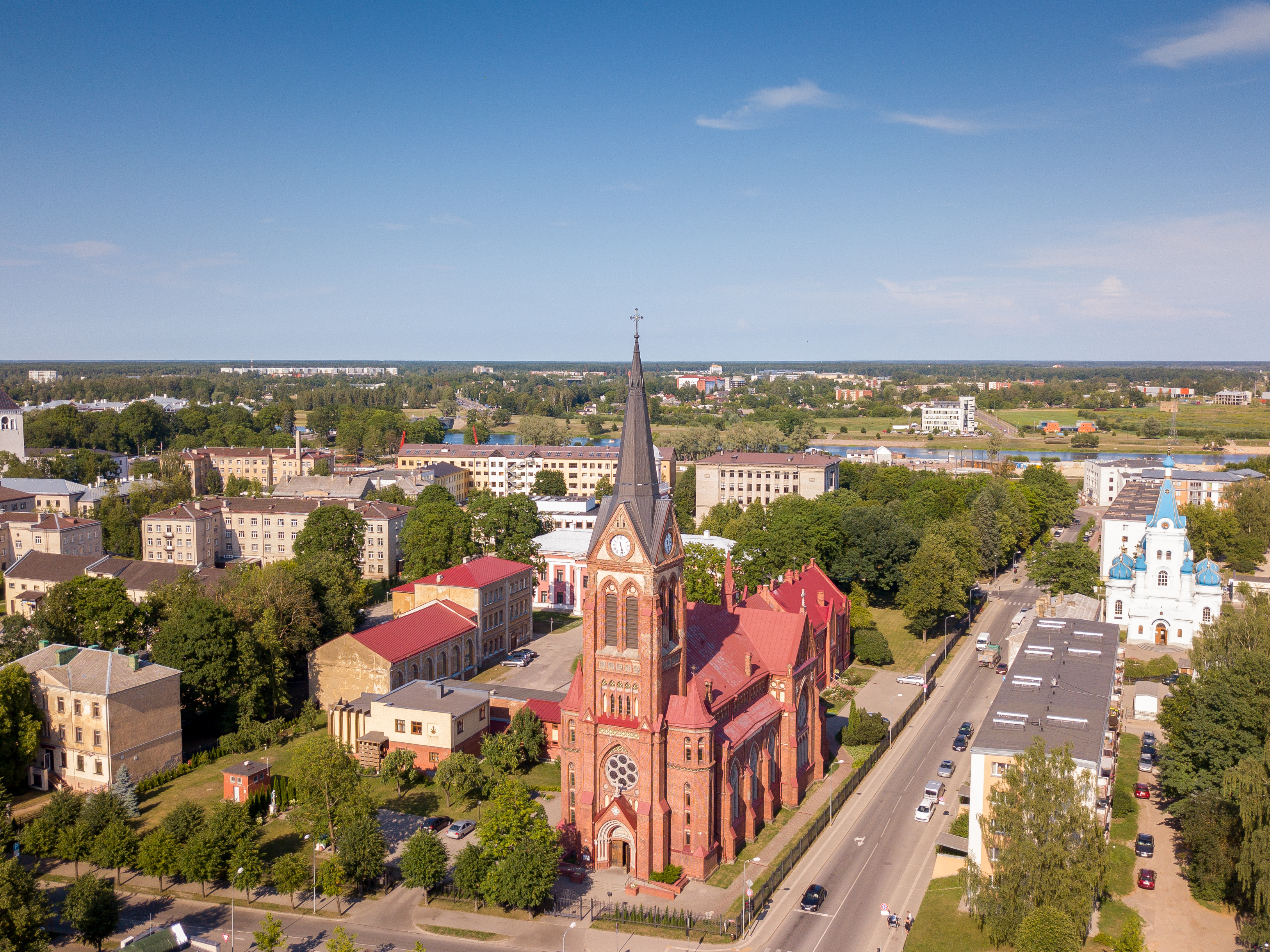
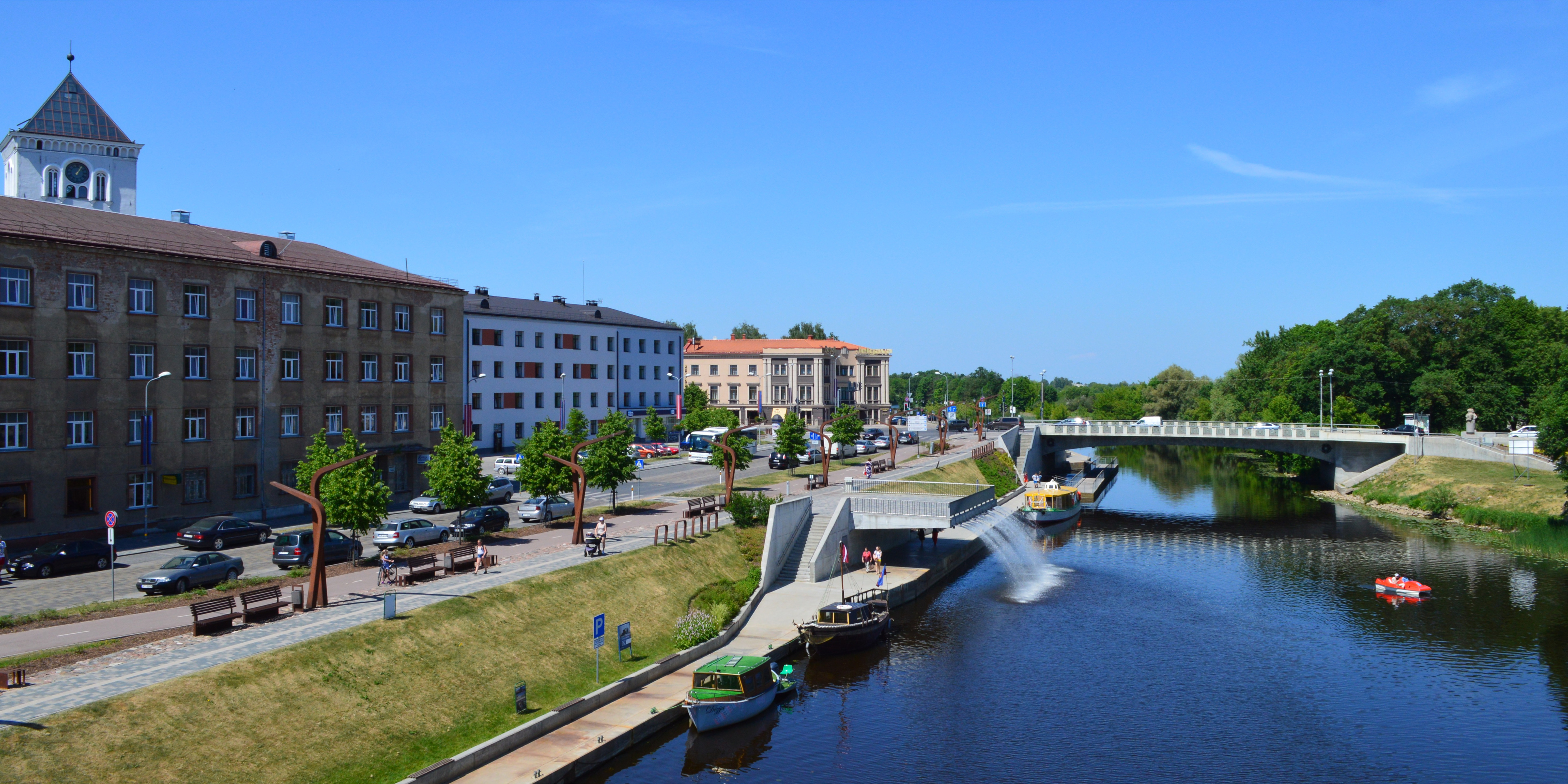
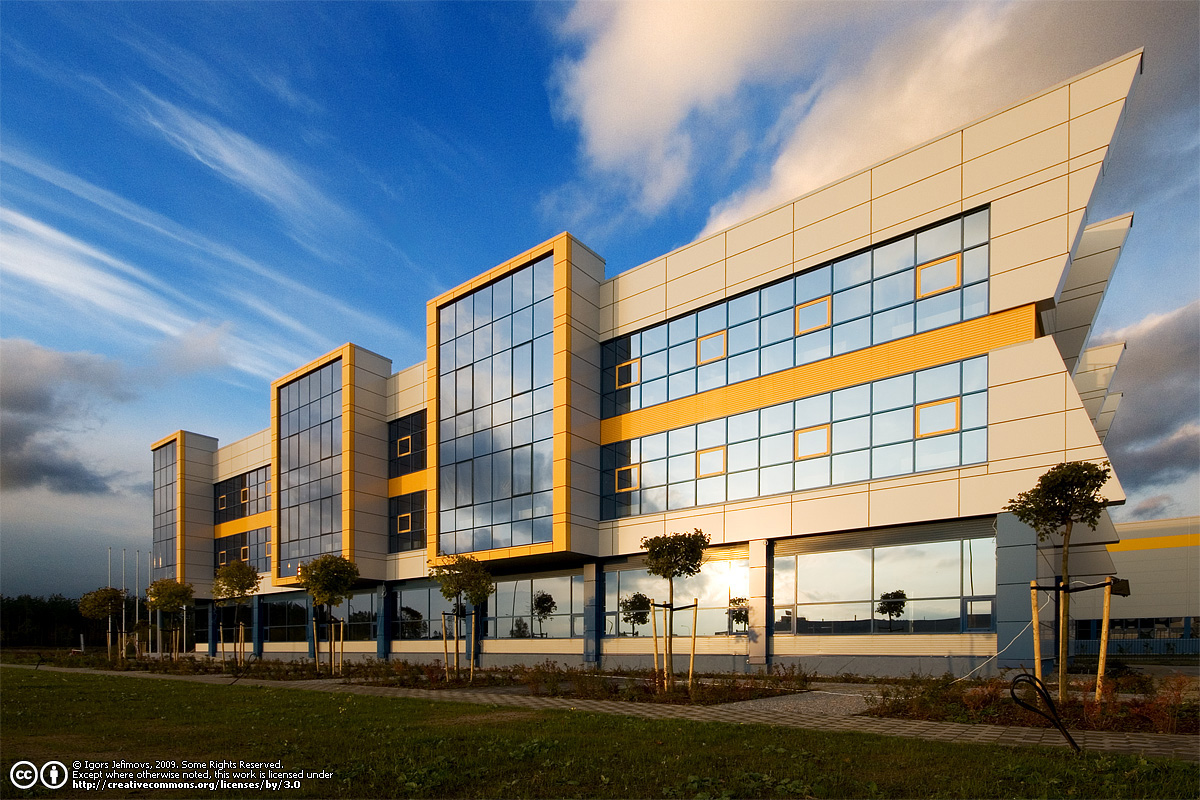

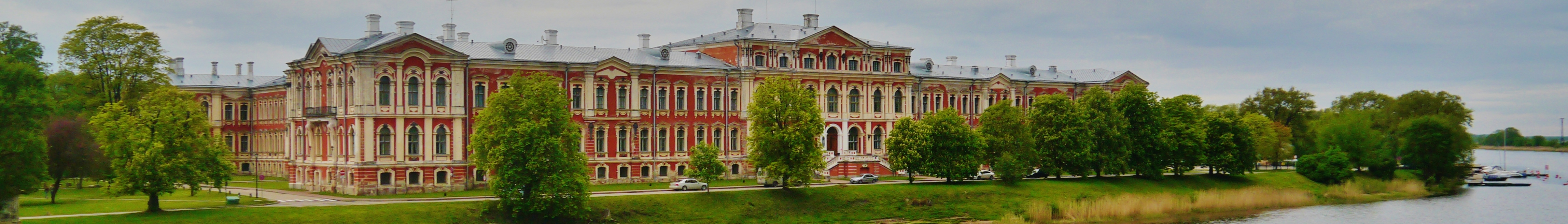

## Міста-побратими
| - Барановичі Білорусь - Молодечно Білорусь - Нова-Одеса Бразилія - Вайле Данія - Пярну Естонія | - Алькамо Італія - Шяуляй Литва - Берлін Німеччина - Білосток Польща - Магадан Росія | - Район Сіньїн, Тайнань Тайвань - Рюей-Мальмезон Франція - Геллефорс Швеція - Нака Швеція |